# Кремер, Анджей
Анджей Станислав Кремер (пол. Andrzej Stanisław Kremer, 8 августа 1961,Краков, Польша — 10 апреля 2010, Смоленск, Россия) — польский юрист, дипломат, заместитель министра иностранных дел Польши.

## Биография
В 1993 году получил докторскую степень в области права. В 1983 году был научным сотрудником Института истории и права, в 1989 году Департамента римского права в университете Бохума. Работал доцентом в Департаменте по римскому праву на Ягеллонского университета. Он был автором научных статей по римскому праву, дипломатического и консульского права и международного публичного права.
Начиная с 1991 года в Министерстве иностранных дел. Был вице-консулом в Гамбурге, а затем — директор консульского отдела польского посольства в Бонне. С 1998 по 2001 занимал руководящие должности в департаментах министерства, после чего он был назначен генеральным консулом в Гамбурге.
10 марта 2008 стал заместителем министра в Министерстве иностранных дел в ранге заместителя государственного секретаря. С 27 ноября 2009 входил в состав правления Польского института международных дел.
Погиб в авиакатастрофе в Смоленске 10 апреля 2010 года.

## Награды
- Командор ордена Возрождения Польши (2010 год, посмертно)[2]
- Орден «За заслуги» (Украина) III степени (2007)[3]